# Lonchaea chorea
Lonchaea chorea är en tvåvingeart som först beskrevs av Fabricius 1781.  Lonchaea chorea ingår i släktet Lonchaea och familjen stjärtflugor. Arten är reproducerande i Sverige. Inga underarter finns listade i Catalogue of Life.

## Bildgalleri

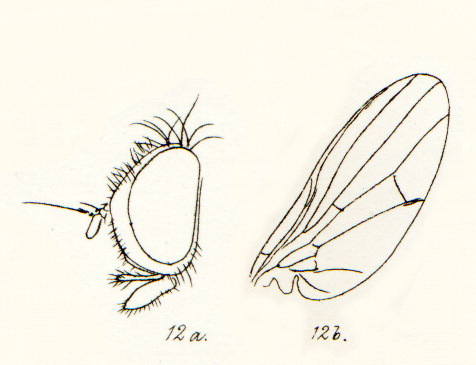